# Umpferstedt
Umpferstedt is een gemeente in de Duitse deelstaat Thüringen, en maakt deel uit van de Landkreis Weimarer Land.
Umpferstedt telt 638 inwoners.
Am Ettersberg ·
Apolda ·
Bad Berka ·
Bad Sulza ·
Ballstedt ·
Bechstedtstraß ·
Blankenhain ·
Buchfart ·
Daasdorf a. Berge ·
Döbritschen ·
Eberstedt ·
Ettersburg ·
Frankendorf ·
Großheringen ·
Großschwabhausen ·
Hammerstedt ·
Hetschburg ·
Hohenfelden ·
Hopfgarten ·
Ilmtal-Weinstraße ·
Isseroda ·
Kapellendorf ·
Kiliansroda ·
Kleinschwabhausen ·
Klettbach ·
Kranichfeld ·
Lehnstedt ·
Magdala ·
Mechelroda ·
Mellingen ·
Mönchenholzhausen ·
Nauendorf ·
Neumark ·
Niedertrebra ·
Niederzimmern ·
Nohra ·
Obertrebra ·
Oettern ·
Ottstedt a. Berge ·
Rannstedt ·
Rittersdorf ·
Saaleplatte ·
Schmiedehausen ·
Tonndorf ·
Troistedt ·
Umpferstedt ·
Vollersroda ·
Wiegendorf